# Словашка крона
Вижте пояснителната страница за други значения на крона.
Словашката крона (на словашки: slovenská koruna) е бившето официално разплащателно средство и валута в Словакия от 1993 г., когато след близо 80-годишно съществуване като държава Чехословакия се разделя на Чехия и Словакия.
На словашки език съществителните „koruna“ и „halier“ приемат две множествени форми. „Koruny“  и „haliere“ се появява след числото 2, 3 и 4 и в родова (несметена) връзка с „korún“ и „halierov“ се използва в други числа. Последните форми също отговарят на гениталната употреба в множествено число.
В началото на 2009 г., когато Словакия се присъединява към Еврозоната, словашката крона е заменена с еврото като национална валута.